# Fulton Oursler
Pour les articles homonymes, voir Oursler (homonymie).
Charles Fulton Oursler, né le 22 janvier 1893 à Baltimore, Maryland et décédé le 24 mai 1952 à New York, est un écrivain et dramaturge américain. Il a également signé sous le pseudonyme de Anthony Abbot des romans policiers ayant pour héros l'inspecteur Thatcher Colt.

## Biographie
Il est le descendant d’une des premières familles à s’être installées à Baltimore. Après des études dans les écoles publiques, il exerce divers petits métiers : emballeur, employé saisonnier dans la construction, vendeur en gros dans le commerce des produits laitiers. Le soir, après sa journée de travail, il donne des spectacles de magie dans des cabarets. Devenu reporter en 1910 d’un journal de Baltimore, il en assure deux ans plus tard la rubrique musicale et théâtrale jusqu’en 1918. Il monte alors à New York pour devenir chroniqueur, puis administrateur d’un magazine spécialisé dans la musique. Il intègre plus tard l’équipe des Madfadden Publications (en) et supervise pendant vingt ans les divers magazines du groupe, notamment quelques pulps de littérature policière. Son ascension dans le monde de la presse atteint son point culminant quand il est nommé éditeur en chef au Reader's Digest en 1944, après avoir été chroniqueur à la radio pendant la Deuxième Guerre mondiale.
En parallèle à ses activités professionnelles, il entreprend une carrière littéraire en signant de son patronyme écourté : Fulton Oursler. D’abord tenté par le roman psychologique dans les années 1920, il en rédige bientôt quelques adaptations pour la scène, puis écrit des pièces de théâtre originales qui obtiennent de beaux succès sur Broadway. L’une d’elles, The Spider (1927), est une pièce policière où apparaît pour la première fois le personnage de Thatcher Colt auquel l’auteur consacrera, sous le pseudonyme de Anthony Abbot, une série de huit romans et deux nouvelles, et qui deviendra le héros d’une série radiophonique. En effet, intéressé en tant que journaliste par la lutte contre le crime, l’écrivain publie dès 1930 les enquêtes de l’inspecteur Colt de la police de New York. Très beau, froid et distant, Colt est doué d’une intelligence sans égale et applique des méthodes scientifiques et logiques éprouvées pour établir des preuves, résoudre les énigmes et faire condamner des coupables. Issu de la haute société, cet homme toujours élégamment vêtu a servi dans l’armée pendant la Première Guerre mondiale et ne manque pas de courage et de sang-froid quand il affronte le crime dans des intrigues dont le style rappelle Freeman Wills Crofts, Richard Austin Freeman, mais aussi S.S. Van Dine et la première manière de Ellery Queen.
L’un de ses fils, William Charles Oursler (1913-1985), est devenu auteur d’une douzaine de romans policiers signés Will Oursler, dont Le Dossier de Florence White, traduit en France dans la collection Détective-club no 80, en 1954. Avec ce fils écrivain et journaliste, Fulton Oursler signe en 1949 un essai biographique sur le prêtre éducateur Edward J. Flanagan, intitulé Father Flanagan of Boys Town, qui sera traduit en français sous le titre La Vie ardente du père Flanagan de Boys Town en 1955.
Converti au catholicisme en 1943, Fulton Oursler a également écrit des ouvrages mystiques et des histoires religieuses qui ont été des best-sellers, notamment La Plus Grande Histoire jamais contée (1949), adaptée au cinéma par George Stevens en 1965 sous le titre homonyme. C'est sous la signature de Anthony Abbot qu'il publie toutefois en décembre 1945 dans le Rotarian magazine, puis, dans une version abrégée dans le Reader’s Digest, The Perfect Case, une nouvelle donnant une version romancée d’une affaire criminelle de 1924 entourant l’assassinat d’un prêtre catholique. Le texte connaît un tel retentissement qu’il devient le point de départ du scénario de Richard Murphy pour le film Boomerang ! (1947) de Elia Kazan, avec Dana Andrews. Ce scénario est nommé à la cérémonie des Oscars l’année suivante.
L’autobiographie de Oursler qui porte le même titre que son tout premier roman, Behold this Dreamer! (1924), a été publiée de manière posthume en 1964.

## Œuvres

### Romans
- Behold this Dreamer! (1924)
- Sandalwood (1925)
- Stepchild of the Moon (1926)
- The World’s Delight (1929)
- The Great Jasper (1930)
- Joshua Todd (1935)

### Recueil de nouvelles
- The Magician Detective and Other Weird Mysteries (2010), publication posthume

### Nouvelles isolées
- A String of Blue Beads (1913)
- The Man Who Didn't Do It (1915)
- Chief Bob Carter, Foe of Gamblers (1916)
- The Thousand-Dollar Thumb (1917)
- Three Who Were Deformed (1917)
- The Sign of the Seven Sharks (1918)
- Shadowing the Blue Triangle (1918)
- The Magician Detective (1918)
- The Evil Eye (1919)
- The Mystery of the Seven Shadows (1919)
- The Whispering Head (1920)
- The Clue of the Red Lamp (1920)
- The Hand of Judas (1920), en collaboration avec John Irving Pearce Jr.
- Perkins Cans a Louis Quinze (1920)
- The Spirit Bell (1920)
- The Jeweled Pipe of Persia (1920)
- The Spirit Witness (1921)
- Professor Satan (1921)
- The Man in Room No.7 (1921)
- The Trance Detective (1921)
- Counterfeit Clues (1921)
- A Man from Siam (1922)
- A Whispering Mummy (1922)
- The District Attorney's Secret (1922)
- Charged with His Own Murder (1922)
- The Flying Turk (1922), en collaboration avec John Irving Pearce Jr.
- The Stone Yard of Satan: A Story of Horror (1922)
- He Fell in Love with a Ghost (1922)
- The Mystery of Ten Mummies (1922)
- Fear: the Arch Enemy (1922)
- A Master of Millions (1923)
- The Hand in the Dark (1923)
- Forever and Forever, Amen! (1923)
- Go and Sin no More! (1923)
- One Clue Missing (1923)
- The Kind of Man That Ought to Be Shot (1923)
- The Footprints on the Ceiling (1924)
- The Thrill Is Gone (1942), en collaboration avec Rupert Hughes
- The Wager (1944)

### Théâtre
- Sandalwood (1926), adaptation théâtrale du roman homonyme.
- The Spider (1927)
- Behold This Dreamer (1927), adaptation théâtrale du roman homonyme
- All the King's Men (1929)
- The Walking Gentleman (1942)

### Autobiographie
- Behold this Dreamer!: an autobiography (1964), publication posthume

### Articles
- Class Loyalty and Its Part in Success (1923)
- Is Hollywood More Sinned Against than Sinning? (1932)
- I Am Looking for a Writer (1934)
- Strange Stories that Jafsie Told (1936)
- Could Landon Keep Us Out of War? (1936)
- China’s Strong Woman Talks (1937)
- Women and Children First (1937)
- “I Want Only Peace! I Am Not a Dictator!” Says Mussolini (1938)
- Police and Press: An Invincible Partnership (1939)
- Inked Out (1939)
- The Lady Suggested Sabotage (1940)
- The Duke of Winsdor Talks of War and Peace (1941)
- Winston Churchill Writes About the U-Boat Menace (1941)
- Whose Business Was It? (1948)
- The Mistake (1950)
- Why the Sun Stood Still (1950)

### Autres publications
- Spirit Mediums Exposed (1930)
- A Sceptic in the Holy Land (1936)
- The Precious Secret (1947)
- The Happy Grotto (1949)
- Father Flanagan of Boys Town (1949), en collaboration avec Will Oursler Publié en français sous le titre La Vie ardente du père Flanagan de Boys Town, Paris, Éditions Sun, 1955
- The Greatest Story Ever Told: A Tale of the Greatest Life Ever Lived (1949) Publié en français sous le titre La Vie passionnée du Galiléen, Paris, Seghers, coll. « Vies passionnées », 1955 ; réédition sous le titre La Plus Grande Histoire jamais contée, Paris, Gérard et Cie, Marabout, coll. « Marabout Géant » no 231, 1965
- Why I Know There is a God (1950)
- Modern Parables (1950)
- A Child Life of Jesus (1951)
- The Greatest Book Ever Written: The Old Testament Story (1951)
- The Greatest Faith Ever Known: The Story of the Men Who First Spread the Religion of Jesus and of the Momentous Times in Which They Lived (1953), publication posthume
- Lights Along the Shore (1955), publication posthume

### Publications signées Anthony Abbot

#### Romans

##### SérieThatcher Colt
- About the Murder of Geraldine Foster ou The Murder of Geraldine Foster (1930) Publié en français sous le titre L’Assassinat de Geraldine Foster, Paris, Alexis Redier, coll. « Le Domino noir » no 22, 1932
- About the Murder of the Clergyman's Mistress ou The Crime of the Century ou The Murder of the Clergyman's Mistress ou The Mysterious Murder of the Blonde Play-Girl (1931) Publié en français sous le titre Le Double Crime, Paris, Nouvelle Revue Critique, coll. « L’Empreinte » no 68, 1935
- About the Murder of the Night Club Lady ou The Night Club Lady ou The Murder of the Night Club Lady (1931) Publié en français sous le titre Le Crime de la Saint-Sylvestre, Paris, Nouvelle Revue Critique, coll. « L’Empreinte » no 63, 1935 ; réédition, Paris, La Maîtrise du Livre, coll. « L'Empreinte Police » no 18, 1948
- About the Murder of the Circus Queen ou The Murder of a Circus Queen (1932) Publié en français sous le titre La Reine du cirque, Paris, Librairie des Champs-Élysées, coll. « Le Masque » no 404, 1951
- About the Murder of a Startled Lady ou The Murder of a Startled Lady (1935) Publié en français sous le titre La Femme qui prit peur, Paris, Nouvelle Revue Critique, coll. « L’Empreinte » no 93, 1936 ; réédition, Paris, La Maîtrise du Livre, coll. « L'Empreinte Police » no 11, 1947
- About the Murder of a Man Afraid of Women ou The Murder of a Man Afraid of Women (1937) Publié en français sous le titre L’Homme sans femme, Paris, Nouvelle Revue Critique, coll. « L’Empreinte » no 138, 1938 ; réédition, Paris, La Maîtrise du Livre, coll. « L'Empreinte Police » no 16, 1948
- The Creeps ou Murder at Buzzards Bay (1939)
- The Shudders ou Deadly Secret (1943)

##### Autres romans non policiers, en collaboration avec Achmed Abdullah
- The Flower of the Gods (1936) Publié en français sous le titre La Fleur des dieux, Montréal, Édition moderne, coll. « Petit Format », 1949
- The Shadow of the Master (1940) Publié en français sous le titre L'Ombre du maître, Montréal, Édition moderne, coll. « Petit Format », 1945

#### Recueil de nouvelles
- These are Strange Tales (1948)

#### Nouvelles

##### SérieThatcher Colt
- About the Disappearance of Agatha King (1939)
- About the Perfect Crime of Mr. Digberry (1940) Publié en français sous le titre Le Crime parfait de M. Digburry, Paris, Opta, Mystère magazine no 1, janvier 1948

##### Autres nouvelles isolées
- The Mystery of Geraldine (1931)
- The Perfumed Trail (1932)
- Shivering in the Dark (1932)
- Ghost Girl (1932)
- The President’s Mystery Story (1935)
- The Perfect Case (1945)
- The Face From Beyond (1946)
- The Girl Who Plotted Her Own Murder (1948)
- The Ship of Sleepless Men (1958)

### Textes signées Arnold Foutain
- The Physical Culture Detective (1926), nouvelle
- The Burglar Girl (1928), nouvelle
- Heart’s Desire (1929-1930), court roman

### Textes signés Samri Frikell
- The Man With Miracle Mind (1921), court roman
- The House of Whispering Shadows (1922), courte nouvelle
- The Mystey of the Spirit Portrait (1923), nouvelle
- The Strangest Woman in the World (1923), nouvelle
- The Mystery of the Flying Dagger (1926), nouvelle

### Texte publié de façon anonyme
- Dark Masquerade (1936)

## Sources
- Jacques Baudou et Jean-Jacques Schleret, Le Vrai Visage du Masque, vol. 1, Paris, Futuropolis, 1984, 476 p. (OCLC 311506692), p. 23-24 (Anthony Abbot).
- Claude Mesplède (dir.), Dictionnaire des littératures policières, vol. 1 : A - I, Nantes, Joseph K, coll. « Temps noir », 2007, 1054 p. (ISBN 978-2-910-68644-4, OCLC 315873251), p. 28-29 (Anthony Abbott).